# 安塔尼富齊區

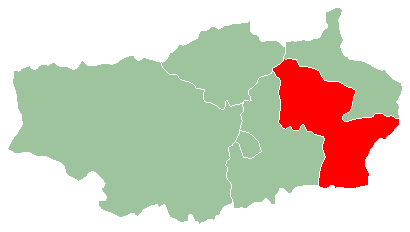

安塔尼富齊區，是馬達加斯加的行政區，位於該國中部，由瓦卡南卡拉特拉負責管轄，首府設於安塔尼富齊，面積3,425平方公里，2011年人口291,785，人口密度每平方公里97人。